# 150'erne
Århundreder: 1. århundrede – 2. århundrede – 3. århundrede
Årtier: 100'erne 110'erne 120'erne 130'erne 140'erne – 150'erne – 160'erne 170'erne 180'erne 190'erne 200'erne
År: 150 151 152 153 154 155 156 157 158 159